# 圣儒斯定城堡

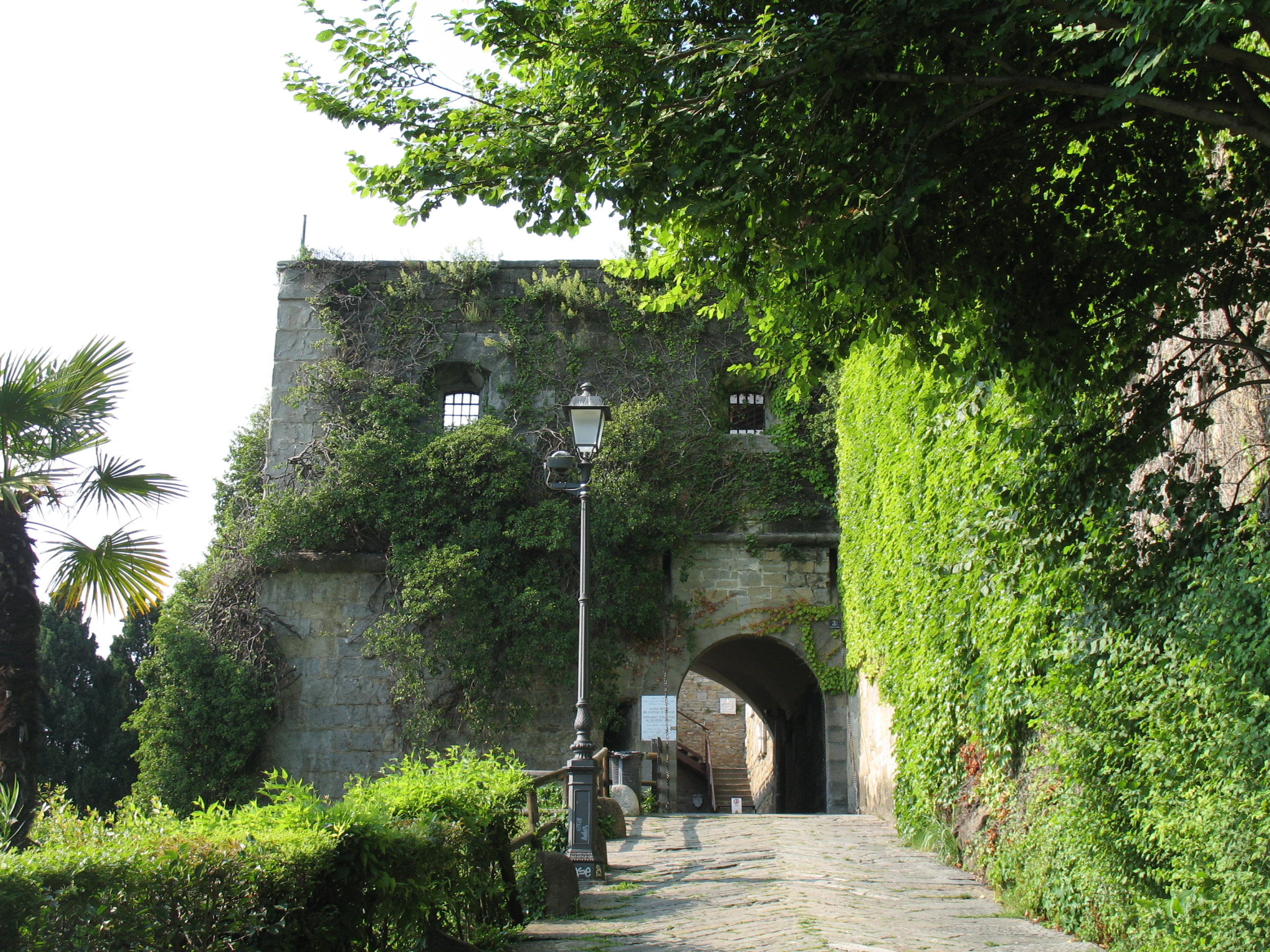

圣儒斯定城堡（意大利语：Castello di San Giusto；德语：Kastell von San Giusto）是意大利东北部城市的里雅斯特的一座中世纪城堡。它与的里雅斯特圣儒斯定主教座堂同为的里雅斯特的地标。这座城堡经过近200年的建设（1471至1630年），见证了军事建筑技术的变化和发展。

## 位置
圣儒斯定城堡的里雅斯特市中心的山上。

## 名称
城堡得名于的里雅斯特的主保圣人圣儒斯定（San Giusto，英语：Justin）。

## 历史
在罗马时代，这座山就是一个行政和宗教中心，现在留下了公元2世纪罗马建筑柱子遗迹的见证。1368年威尼斯共和国占领期间，海军在此建造了防御工事。从1471年到18世纪末，有一位军官驻扎在此，控制的里雅斯特。后来，城堡被用作兵营。这座堡垒只参与过两次真正的战争行动：1813年，法国军队在此抵抗奥地利军队。1945年4月和5月，德国士兵在此驻扎，最终被盟军击败。
自20世纪30年代起，这座城堡一直归里雅斯特市所有。今天，城堡博物馆作为展览、戏剧表演、音乐会和其他文化活动的场地。

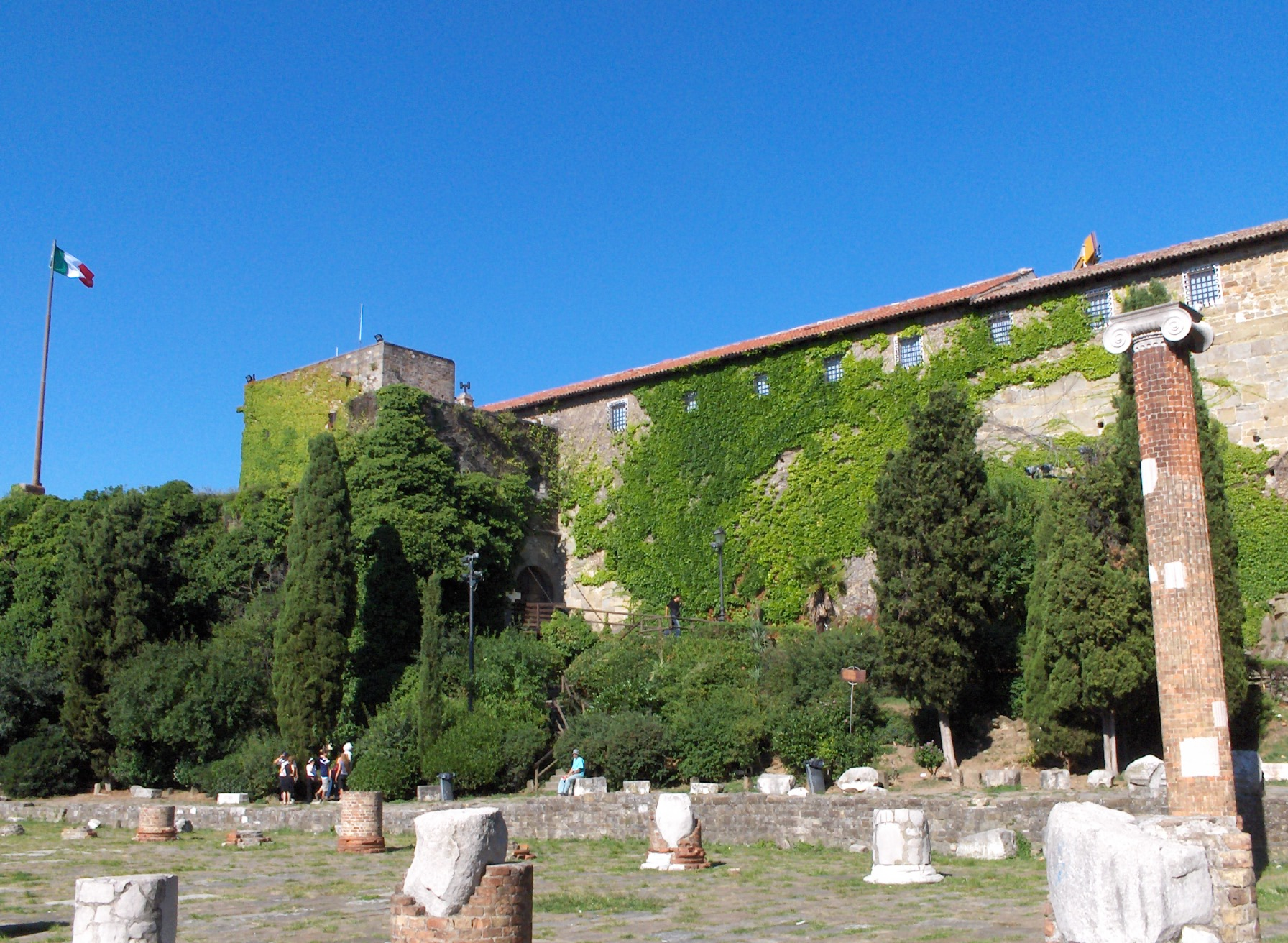
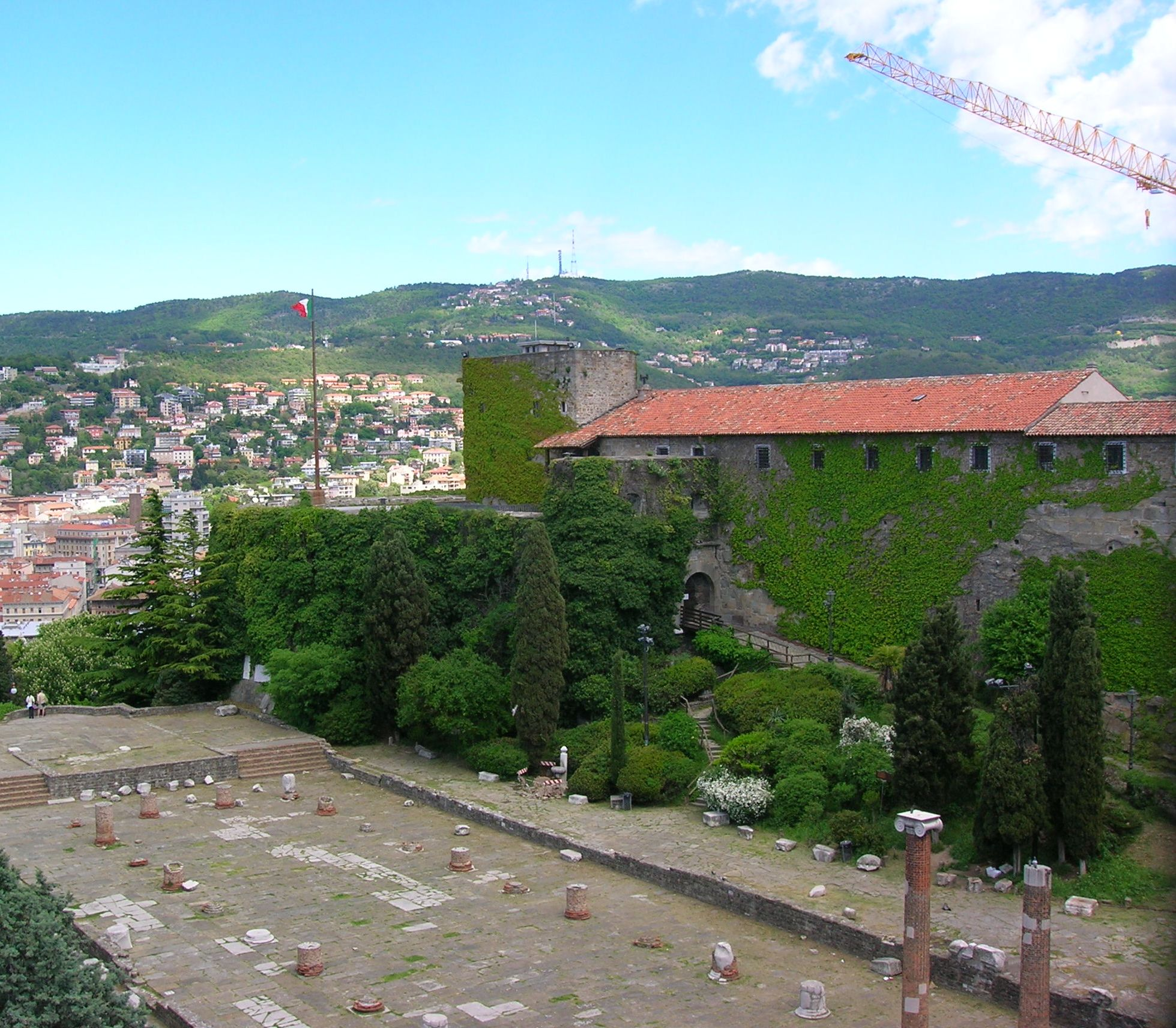
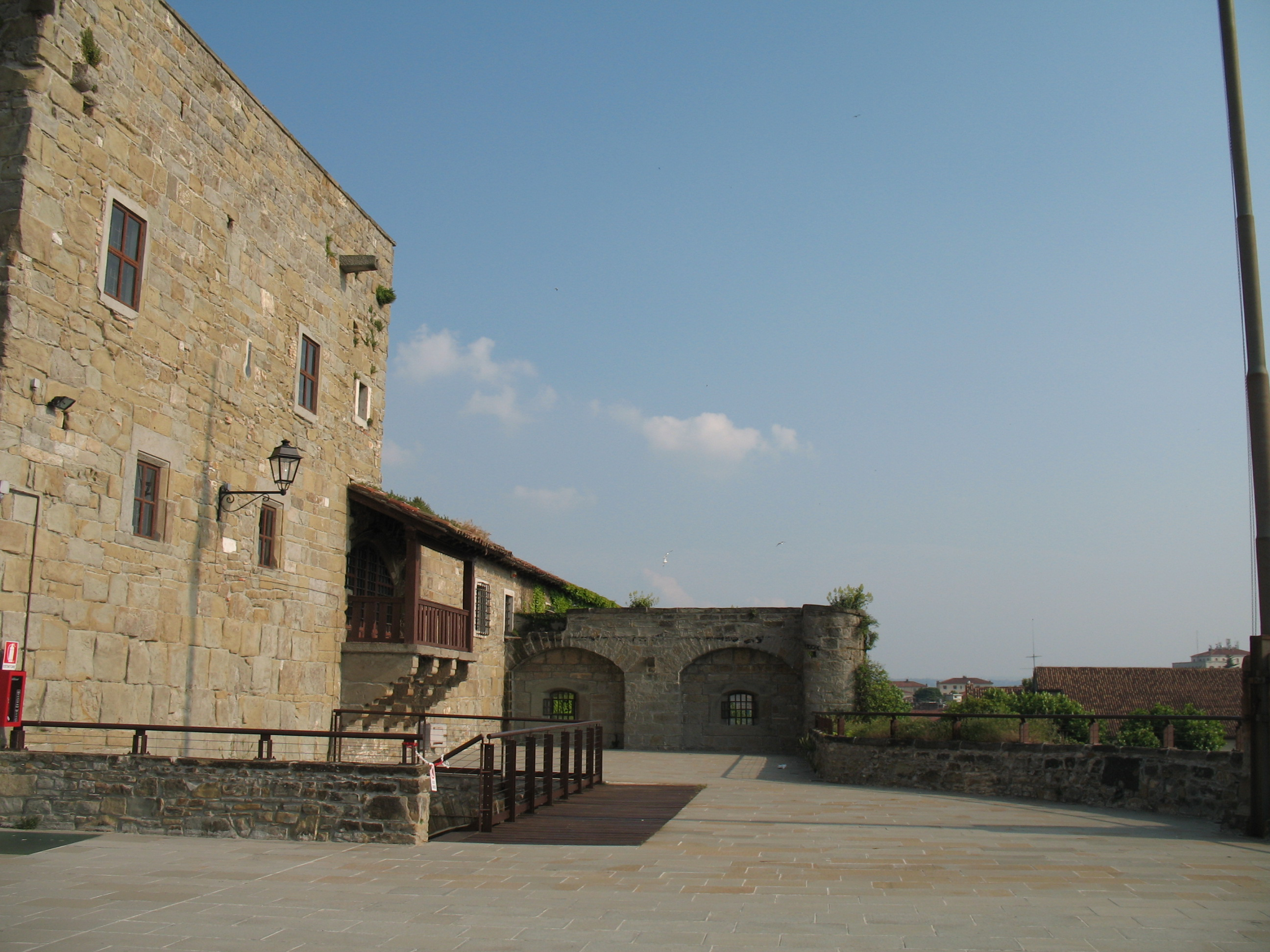
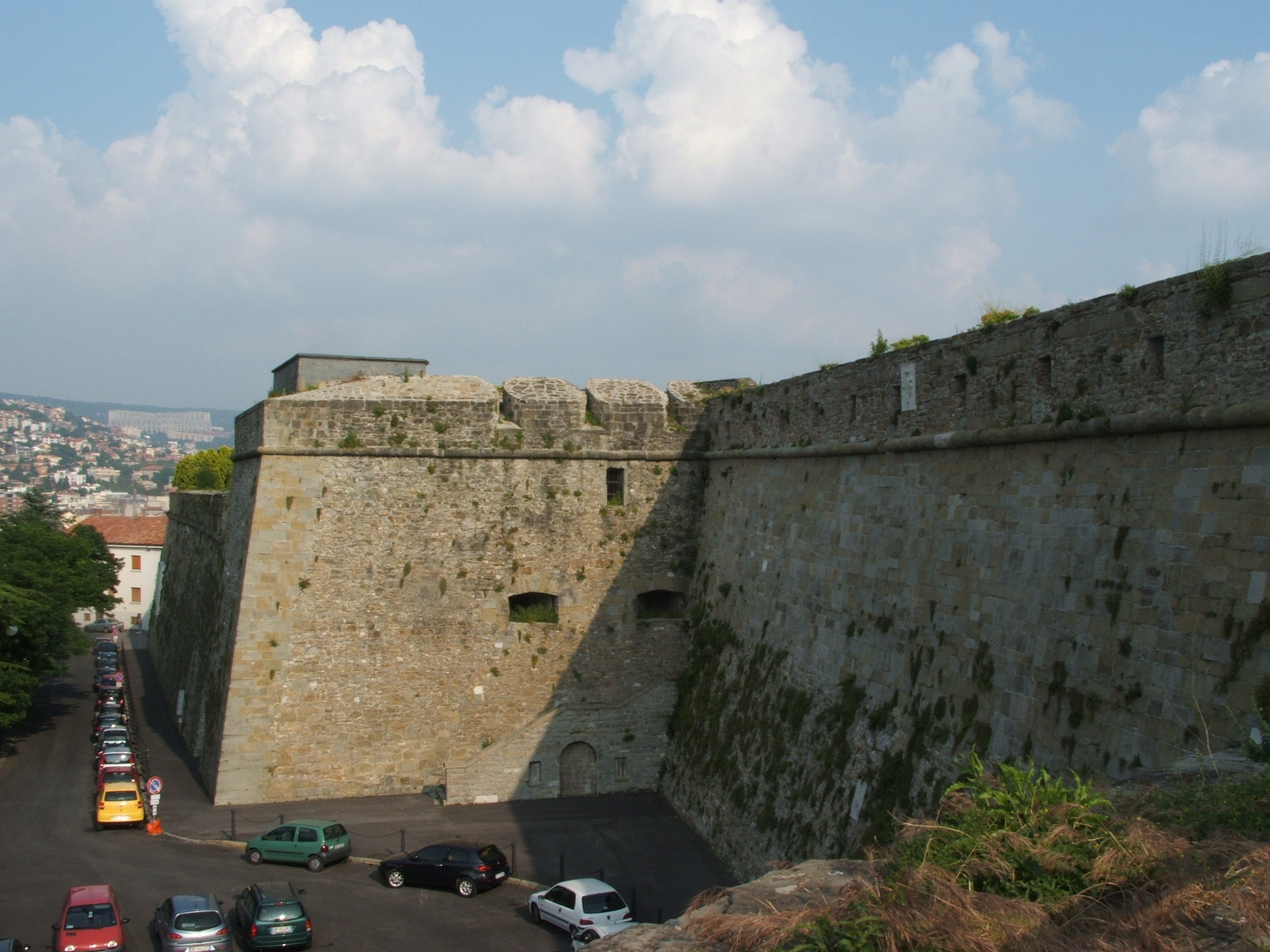
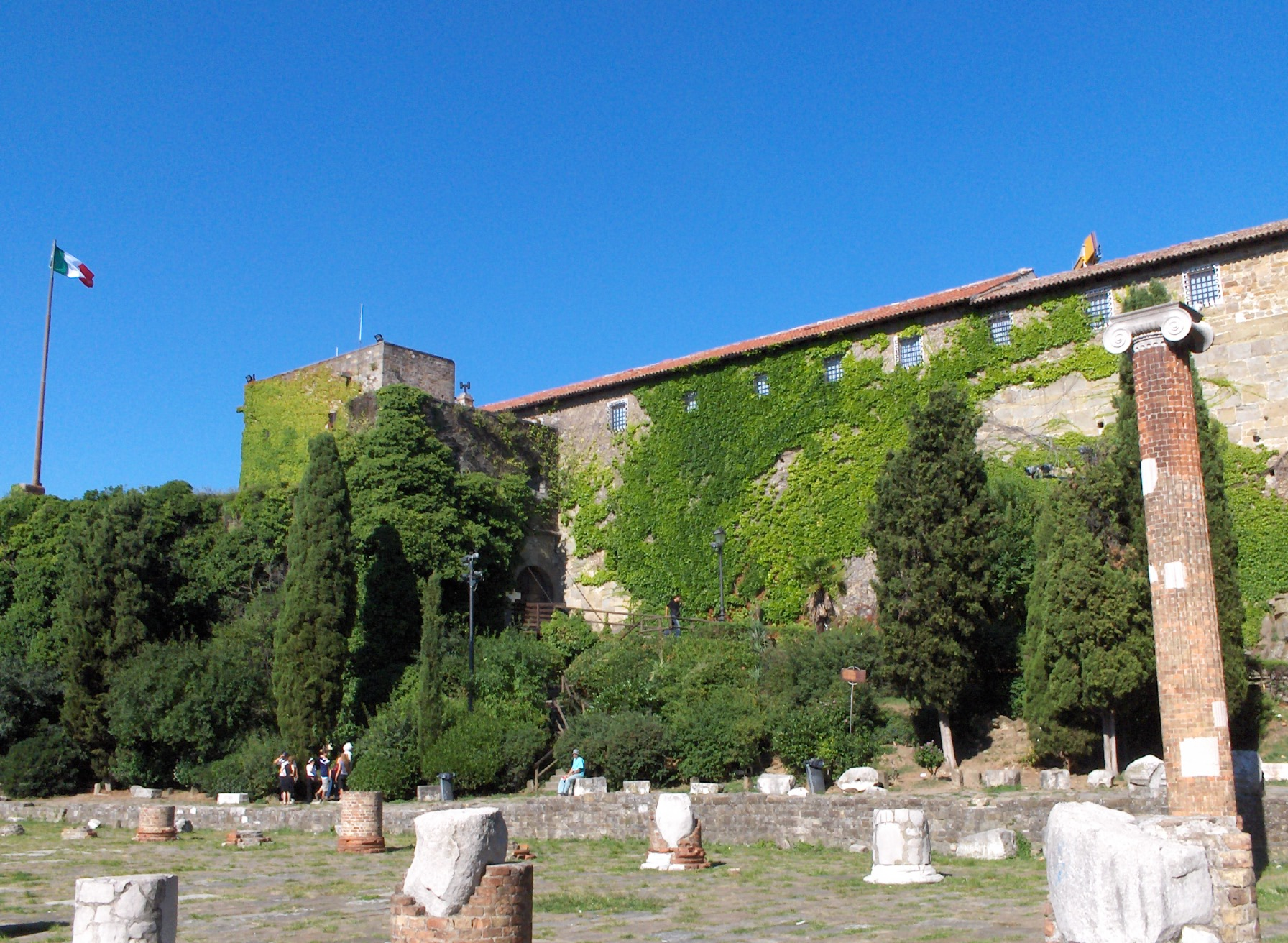